# Donacia brevitarsis
Donacia brevitarsis  (лат.) — вид жуков-листоедов из подсемейства радужниц. Распространён в Европе, кроме Южной части. Кормятся на растениях семейства осоковых.
Имаго длиной 9—10 мм. Верхняя сторона тела ярко-зелёная или бронзовая, шелковисто-блестящая. Данный вид характеризуется следующими признаками:
- каждое из надкрылий с одним-двумя вдавлениями;
- переднеспинка крупно пунктирована.